# Пая пурпурова
Па́я пурпурова (Cyanocorax cyanomelas) — вид горобцеподібних птахів родини воронових (Corvidae). Мешкає в Південній Америці.

## Опис

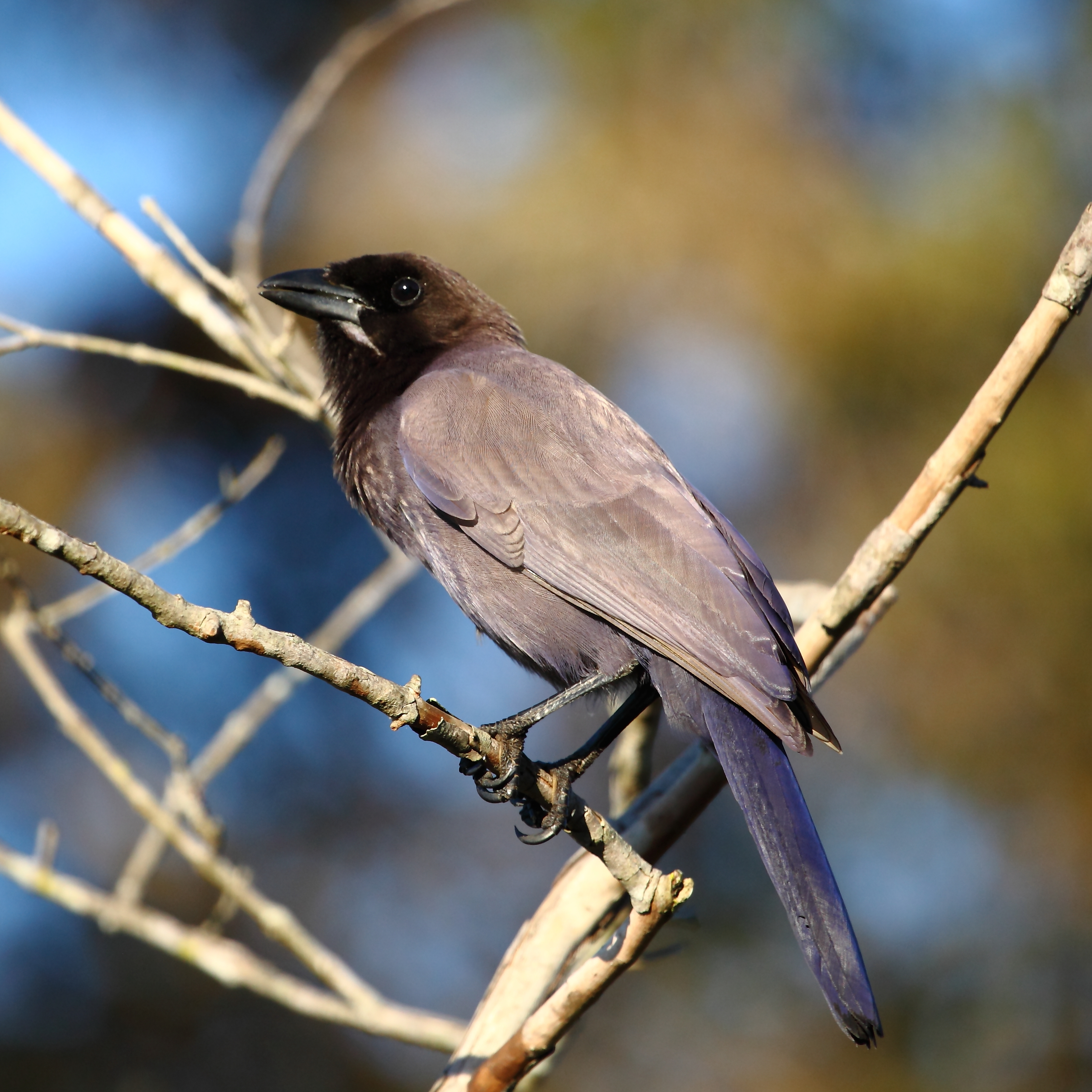
Пурпурова пая

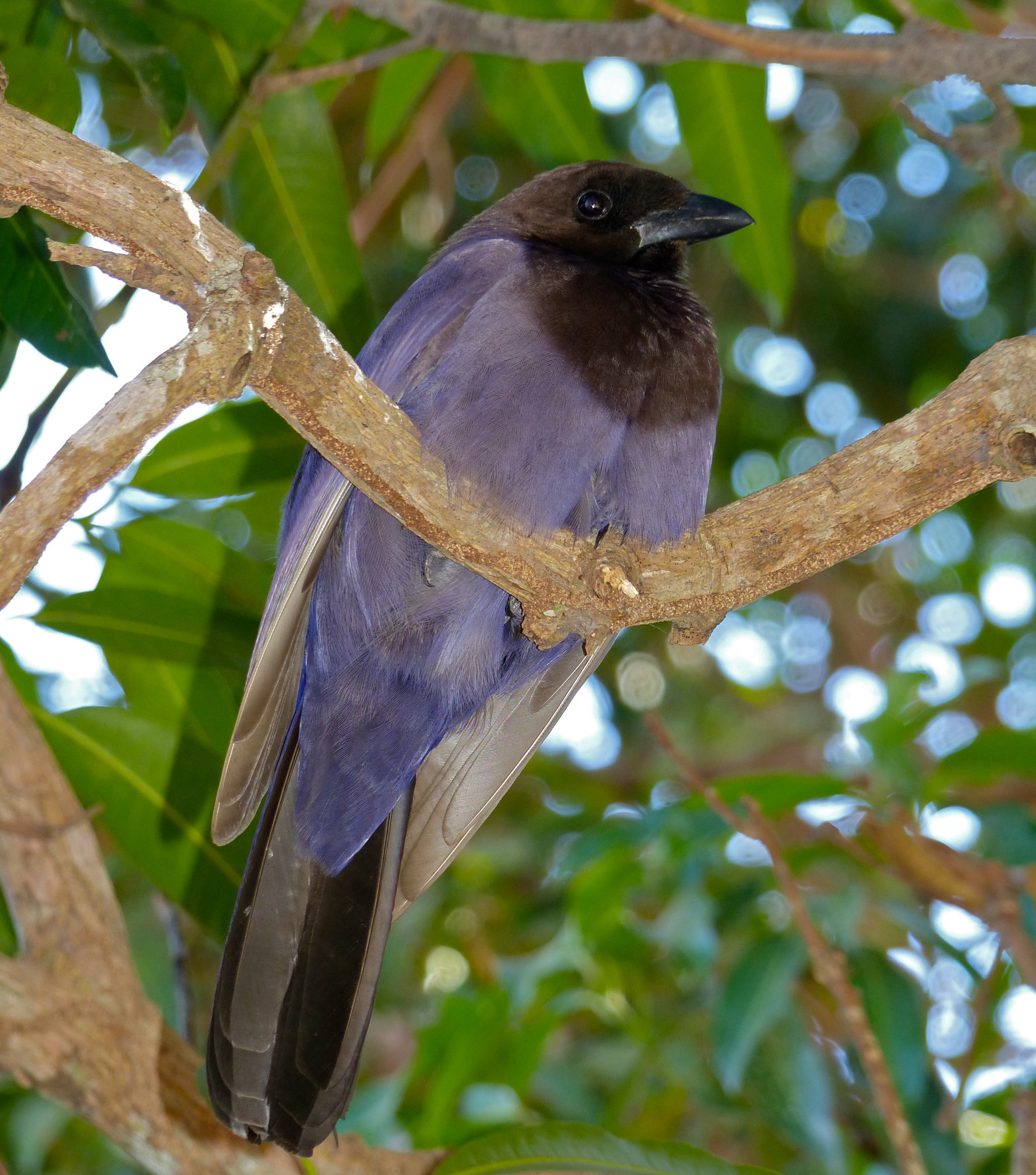
Пурпурова пая

Довжина птаха становить 37 см, вага 185—210 г. Виду не притаманний статевий диморфізм. Голова, горло і верхня частина грудей чорнуваті, решта тіла переважно темно-сіра з фіолетовим відтінком. Надхвістя, хвіст і махові пера мають помітний синій відтінок, нижня сторона крил і хвоста темно-коричневі. Очі темно-карі, дзьоб і лапи чорні.

## Поширення і екологія
Пурпурові паї мешкають у Перу, Болівії, Бразилії, Аргентині, Парагваї і Уругваї. Вони живуть у сухих тропічних лісах, галерейних лісах, на узліссях і галявинах, в рідколіссях, на висоті до 2000 м над рівнем моря. Зустрічаються парами або сімейними зграйками по 4—10 птахів. Пурпурові паї є всеїдними птахами, живляться насінням, ягодами, плодами, а також комахами, іншими безхребетними, яйцями та дрібними хребетними.
Пурпурові паї є моногамними птахами, утворюють пари на все життя. Сезон розмноження у них починається на початку січня. Їхні гнізда мають чашоподібну форму, робляться з переплетених гілок і рослинних волокон, будуються парою птахів. У кладці від 3 до 5 яєць. Насиджують самиці, а самці шукають їм їжу й охороняють гніздо. За пташенятами доглядають і самиці, і самці, а також інші члени зграї.